# Jezioro Karun
Jezioro Karun (w starożytności stgr. Μοῖρις Moeris, arab. ‏بحيرة قارون‎ – Buhajrat Karun) – jezioro w północnym Egipcie w gubernatorstwie Fajum o powierzchni 233 km². Położone ok. 80 km na południowy zachód od Kairu. Na jego obszarze i w okolicach utworzono Rezerwat jeziora Karun.
W starożytności często wspominane i opisywane, m.in. przez Herodota (2,148 – 149) i Diodora Sycylijskiego (1, 66).
Istnieją rozbieżności co do pochodzenia pierwotnej nazwy jeziora – Moeris:
- Pochodzi od Nimaatre, imienia tronowego Amenemhata III
- Wywodzi się od określenia Mewer (egip. Wielkie Jeziora), poświadczonego jako nazwa miasta nad jeziorem

Przez starożytnych uważane za twór sztuczny, faktycznie jest naturalnym zbiornikiem wodnym. Zasolenie wody w jeziorze sugeruje że jest to pozostałość po Morzu Śródziemnym. Na brzegach jeziora w neolicie rozwijały się kultury fajumskie.
W utrzymaniu jeziora szczególnie zasłużyli się Senuseret II i Amenemhat III. Władcy kazali zagospodarować Fajum, która za Starego Państwa była jedynie obszarem bagiennym, obwarować jezioro potężnymi wałami ziemnymi, utworzyć tamy, pogłębić i poszerzyć dawny naturalny, zamulony kanał zwany kanałem lub rzeką Józefa (ar. Bahr Jusuf). Praca rozpoczęta za Senusereta została ukończona za jego wnuka Amenemhata. Jezioro zaczęło pełnić rolę zbiornika retencyjnego dla wezbranych wód Nilu i pozwalało nawadniać okoliczne tereny. Sprzyjało to napływowi i osiedlaniu się ludności.
Od 2000 lat jezioro ulega skurczeniu, obecnie jego powierzchnia jest przynajmniej dwa razy mniejsza niż pierwotnie. Stolica regionu, Fajum, niegdyś leżąca nad jeziorem, obecnie znajduje się 20 km od jego brzegu. Wzrósł również stopień zasolenia wód jeziora. Jest nadal wspomagane wodami Nilu przez kanał Józefa. Nad brzegiem jeziora rozwinęło się rybołówstwo i, coraz ważniejsza dla gospodarki regionu, turystyka.